# Newcastle West
Pour l’article homonyme, voir Newcastle West (Australie).

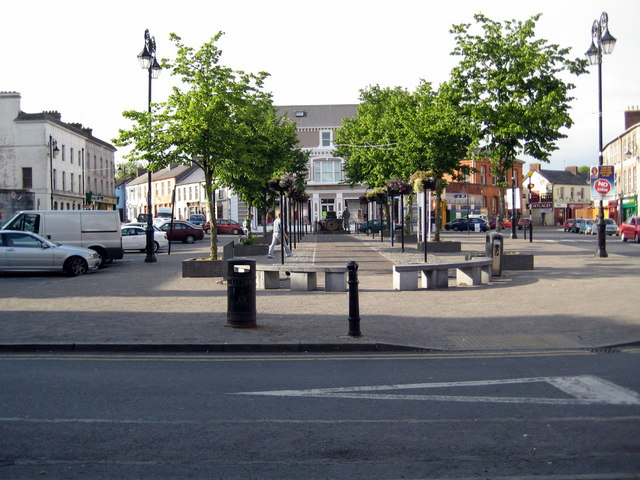

Newcastle West (An Caisleán Nua Thiar en irlandais) est une ville du comté de Limerick en république d'Irlande.
C'est la plus importante ville du comté de Limerick, après Limerick elle-même ; elle constitue le plus grand centre urbain de l'ouest du comté.
D'après le recensement de 2006, la ville de Newcastle West compte 5 098 habitants.

## Monuments et lieux touristiques
- The Square
- Desmond Castle (XIIIe et XVe siècles)

## Jumelages
Chartres-de-Bretagne (France)